# 레이저액티브

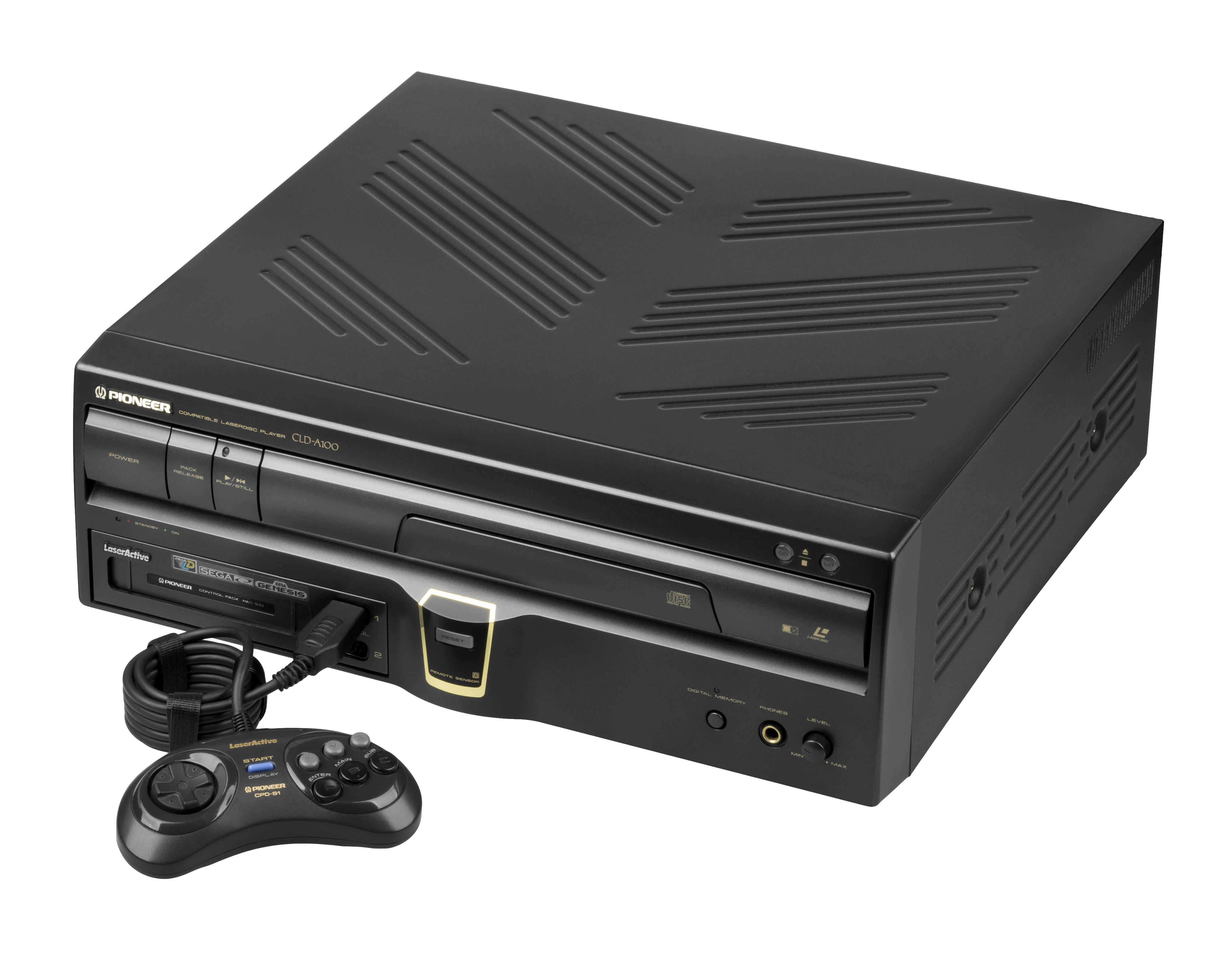
세가 제네시스 모듈을 갖춘 레이저액티브 CLD-A100

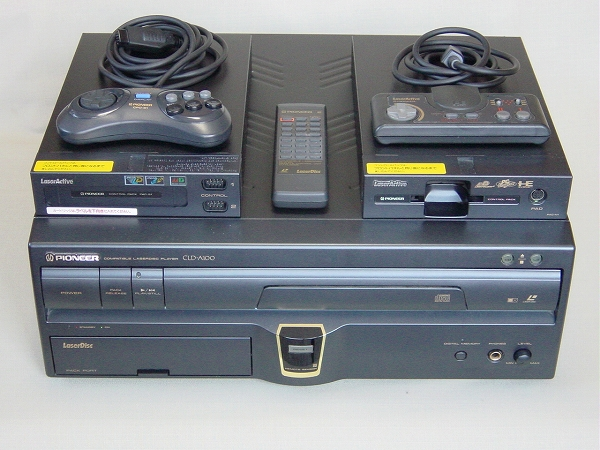
세가와 NEC 팩과 함께 보이는 일본의 레이저액티브

레이저액티브(LaserActive, レーザーアクティブ )는 레이저디스크, 콤팩트 디스크, 콘솔 게임, LD-G 가라오케 디스크를 재생할 수 있는 4세대 가정용 게임기이다. 1993년 파이오니어에 의해 출시되었다.
레이저액티브 게임 외에도 별도로 판매된 애드온 모듈(파이오니어가 "PACs"로 명명함)들은 메가 드라이브/제네시스, PC 엔진/TurboGrafx 16 롬 카트리지와 CD-ROM을 수용한다.
파이오니어는 CLD-A100 레이저액티브 모델을 일본에서 1993년 8월 20일 ¥89,800의 가격으로, 미국에서 1993년 9월 13일 $970의 가격으로 출시하였다. NEC 브랜드 버전의 레이저액티브 플레이어 LD-ROM2 시스템, 즉 PCE-LD1은 1993년 12월에 출시되었으며 이는 오리지널 시스템과 가격이 비슷하였으며 파이오니어의 PAC 모듈들도 수용하였다. 레이저액티브는 지역 락이 없으므로 어떠한 지역에서 출시된 소프트웨어라도 시스템에서 플레이가 가능하다.

## 개요
CD, CDV, 레이저디스크의 통상적인 컴패티블 LD플레이어의 기능과 함께 전면에 전용팩을 장착함으로써 NEC홈일렉트로닉스의 가정용 게임기인 「PC 엔진」과 주변기기의 「CD롬2」소프트 및 「SUPER CD-ROM2」소프트, 혹은 세가·엔터프라이제스의 가정용 게임기 「메가 드라이브」와「메가 CD」소프트를 놀 수 있다.
규격은 전혀 새로운 것이 아니며, 기존의 CD-ROM 포맷과 LD의 영상·음성 포맷을 융합시킨 것과 같다. 그 이점은 매우 큰데, 그 이유는 이하의 2가지가 된다. 그 때문에 과거의 기술 노하우나 소프트의 자산을 유효 활용하기 위한 규격이 된다.
CD롬 소프트웨어 개발기술(과 일부 개발기자재)을 유용할 수 있다. 비디오화된 아날로그 영상·음성을 디지털 데이터로 가공하지 않고 사용할 수 있다.
또, 레이저 디스크와 CD-ROM의 기능을 조합한 「LD의 고화질 영상을 사용한 게임을 즐길 수 있다」라고 하는, 신규격 LD-ROM(LD-ROM2, MEGA-LD) 전용 소프트에 대응하고 있어, 당시 유행의 키워드 「멀티미디어」를 의식한 것이 발매되었지만, 통상의 가정용 게임기에서는 우선 정규 유통에서의 릴리즈가 곤란했던 완전한 탈의 마작등의 성인 요소가 있는 게임이나, 이 외에 컴퓨터 인터페이스 팩을 사용해 시리얼 포트로 PC(NEC PC-9800시리즈, IBM PC/AT 호환기, 애플 맥킨토시리즈)와 접속이 가능해 간이프로그램을 통한 시판 CD, LD의 인터랙티브 제어가 가능했다.

## 게임
| 타이틀                                                   | 지역 | 필요 모듈     | 출시일          | 카탈로그 번호 |
| -------------------------------------------------------- | ---- | ------------- | --------------- | ------------- |
| 3-D Museum                                               | 일본 | Sega, Goggles | 1994            | PEASJ1012     |
| 3-D Museum                                               | 미국 | Sega, Goggles | 1994            | PEASU1012     |
| 3D Virtual Australia                                     | 일본 | Sega, Goggles | 1996년 3월 11일 | PEASJ5042     |
| Akuma no Shinban (Demon's Judgment)                      | 일본 | NEC           |                 | PEANJ5003     |
| Angel Mate                                               | 일본 | NEC           |                 | PEANJ5002     |
| Back To The Edo                                          | 일본 | Sega          |                 | PEASJ5021     |
| Bi Ryojon Collection (Pretty Illusion - Minayo Watanabe) | 일본 | NEC           | 1994            | PEANJ5025     |
| Bi Ryojon Collection II (Pretty Illusion - Yuko Sakaki)  | 일본 | NEC           | 1994            | PEANJ5028     |
| Don Quixote: A Dream in Seven Crystals                   | 미국 | Sega          |                 | PEASU5022     |
| Dora Dora Paradise                                       | 일본 | NEC           |                 | PEANJ5005     |
| Dr. Paolo No Totteoki Video                              | 일본 | Sega          |                 | PEASJ5030     |
| Ghost Rush!                                              | 미국 | Sega          |                 | PEASU1018     |
| Goku                                                     | 일본 | NEC           |                 | PEANJ1032     |
| Goku                                                     | 미국 | Sega          |                 | PEASU1010     |
| The Great Pyramid                                        | 일본 | Sega          |                 | PEASJ5002     |
| The Great Pyramid                                        | 미국 | Sega          |                 | PEASU5002     |
| High Roller Battle                                       | 일본 | Sega          | 1993            | PEASJ1002     |
| High Roller Battle                                       | 미국 | Sega          | 1993            | PEASU1002     |
| Hyperion                                                 | 일본 | Sega          | 1994            | PEASJ5019     |
| Hyperion                                                 | 미국 | Sega          | 1994            | PEASU5019     |
| I Will: The Story of London                              | 일본 | Sega          | 1993            | PEASJ1001     |
| I Will: The Story of London                              | 미국 | Sega          | 1993            | PEASU1001     |
| J.B. Harold - Blue Chicago Blues                         | 일본 | Sega          |                 | PEASJ5036     |
| J.B. Harold - Blue Chicago Blues                         | 미국 | Sega          |                 | PEASU5036     |
| J.B. Harold - Blue Chicago Blues                         | 일본 | NEC           |                 | PEANJ5017     |
| J.B. Harold - Manhattan Requiem                          | 일본 | Sega          |                 | PEASJ5004     |
| J.B. Harold - Manhattan Requiem                          | 미국 | NEC           |                 | PEANU5004     |
| Melon Brains                                             | 일본 | Sega          | 1994            | PEASJ1011     |
| Melon Brains                                             | 미국 | Sega          | 1994            | PEASU1011     |
| Myst                                                     | 미국 | Sega          | 프로토타입      |               |
| Pyramid Patrol                                           | 일본 | Sega          | 1993            | PEASJ5001     |
| Pyramid Patrol                                           | 미국 | Sega          | 1993            | PEASU5001     |
| Quiz Econosaurus                                         | 일본 | NEC           | 1993            | PEANJ5001     |
| Quiz Econosaurus                                         | 미국 | NEC           | 1993            | PEANU5001     |
| Road Blaster                                             | 일본 | Sega          |                 | PEASJ1033     |
| Road Prosecutor                                          | 미국 | Sega          | 1994            | PEASU1033     |
| Rocket Coaster                                           | 미국 | Sega          | 1993            | PEASU5013     |
| Space Berserker                                          | 일본 | Sega          |                 | PEASJ1003     |
| Space Berserker                                          | 미국 | Sega          |                 | PEASU1003     |
| Steel Driver                                             |      |               | 미출시          |               |
| Time Gal                                                 | 일본 | Sega          | 1995            | PEASJ5039     |
| Triad Stone (aka Strahl)                                 | 일본 | Sega          | 1994            | PEASJ5014     |
| Triad Stone (aka Strahl)                                 | 미국 | Sega          | 1994            | PEASU5014     |
| Vajra                                                    | 일본 | NEC           | 1993            | PEANJ1001     |
| Vajra                                                    | 미국 | NEC           | 1993            | PEANU1001     |
| Vajra 2                                                  | 일본 | NEC, Goggles  | 1994            | PEANJ1016     |
| Virtual Cameraman                                        | 일본 | Sega          | 1993            | PEASJ5015     |
| Virtual Cameraman 2                                      | 일본 | Sega, Goggles | 1994            | PEASJ5020     |
| Zapping TV Satsui                                        | 일본 | NEC           | 1994            | PEANJ5023     |

## 같이 보기
- LD-ROM